# UNISERVO I

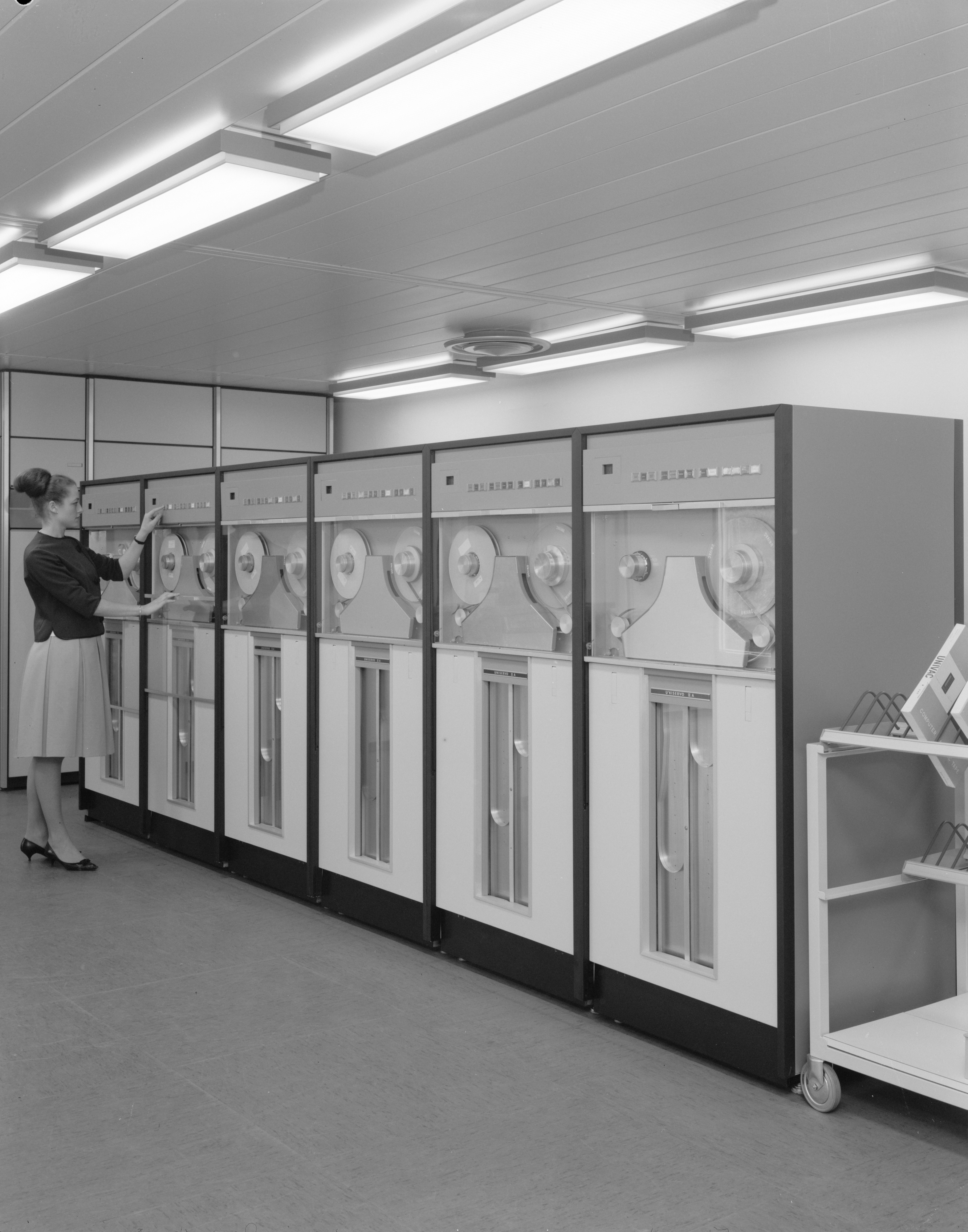
Univac 1107 mit Uniservo-Einheiten

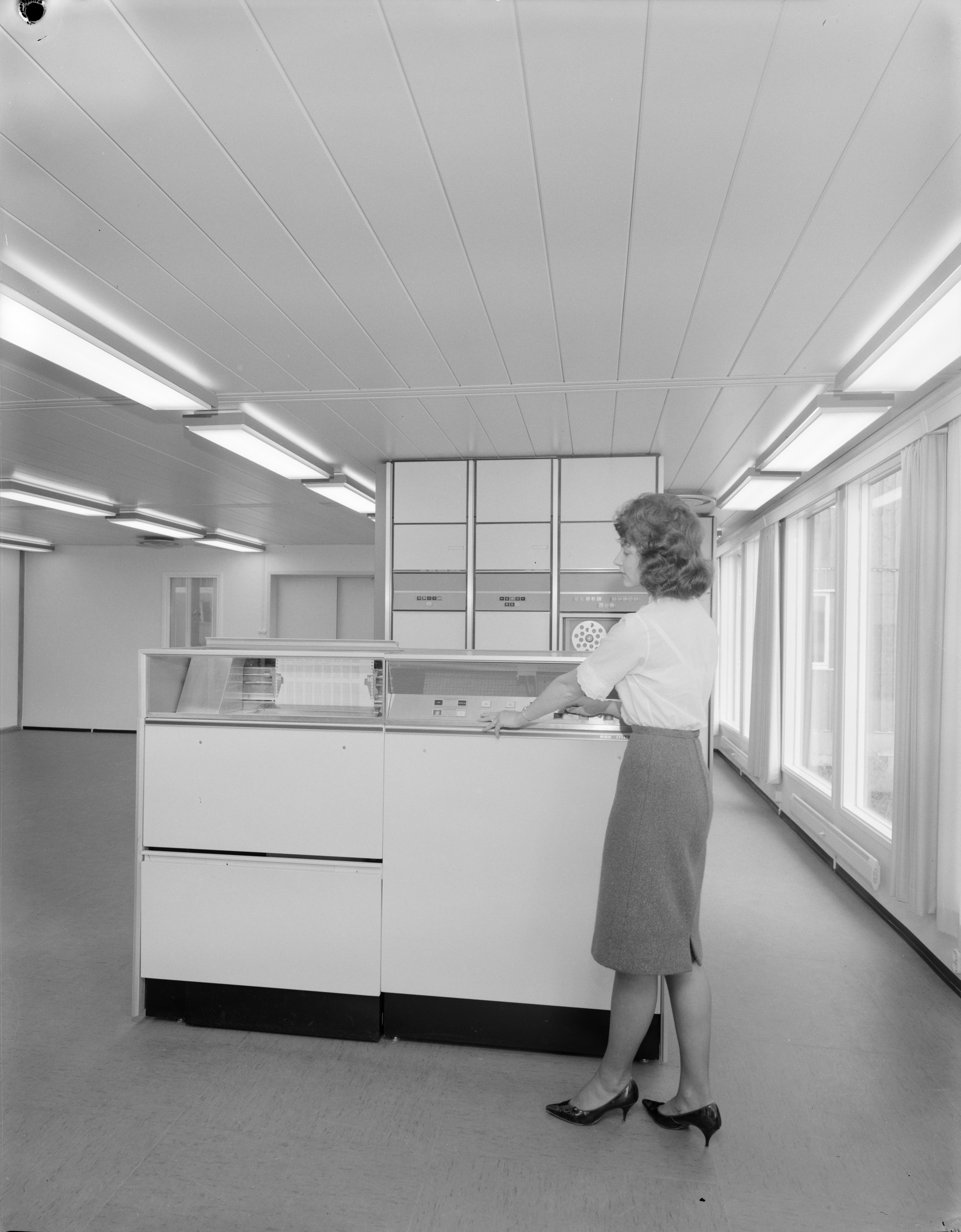
Uniservo 2A

Das Uniservo-Bandlaufwerk war das wichtigste E/A-Gerät des UNIVAC-I-Computers. Es war das erste Bandlaufwerk für einen kommerziell verkauften Computer.
Das Uniservo verwandte ein Metallband: ein 12,7 Millimeter breites Band aus nickelbeschichteter Phosphorbronze (Vicalloy genannt), das 1200 Fuß lang war. Diese Metallbandspulen waren sehr schwer. Die Daten wurden in acht Kanälen auf dem Band aufgezeichnet (sechs für den Datenwert, ein Paritätskanal für die Fehlerprüfung und ein Taktkanal) mit einer Dichte von 128 Bit pro Zoll. Das Band konnte mit 100 Zoll pro Sekunde bewegt werden, was eine nominale Übertragungsrate von 12.800 Zeichen pro Sekunde ergab. Die Daten wurden in Blöcken fester Größe von 60 Wörtern mit je 12 Zeichen aufgezeichnet. Berücksichtigt man den Leerraum zwischen den Bandblöcken, betrug die tatsächliche Übertragungsrate etwa 7.200 Zeichen pro Sekunde.
Die Uniservo unterstützte sowohl den Vorwärts- als auch den Rückwärtsmodus bei Lese- und Schreibvorgängen. Dies bot erhebliche Vorteile bei der Sortierung von Daten und bei Merging-Anwendungen. Die Datenübertragungen zum/vom UNIVAC I-Prozessor wurden vollständig in einem eigenen Speicherblock gepuffert, was die Ausführung von Befehlen parallel zur Bandbewegung und Datenübertragung ermöglichte. Der interne serielle Datenpfad ermöglichte das Einfügen eines Banddatenblocks in den Hauptspeicher mit einem einzigen Befehl.
UNIVAC verwendete den Namen Uniservo auch für spätere Modelle von Bandlaufwerken (z. B. Uniservo II, Uniservo IIIC, Uniservo VIII-C) für spätere Computer in ihrer Produktlinie. Der Uniservo II konnte sowohl Metallbänder des UNIVAC I lesen als auch Bänder auf Basis von PET-Folie und Eisenoxid mit höherer Dichte verwenden, die zum Industriestandard wurden. UNIVAC war zwar der erste Hersteller von Computerbändern und hatte eine höhere Leistung als die späteren IBM-Bandlaufwerke, aber IBM konnte den Standard für den Datenaustausch setzen. UNIVAC sah sich daher später gezwungen, mit der IBM-Technologie kompatibel zu sein.

## Technische Details
Die Bandbewegung im UNISERVO I wurde von einem einzigen Capstan gesteuert, der von einem Synchronmotor angetrieben wird. Die Bewegung der Zuführ- und Aufwickelspule wurde über eine komplexe Seilzug-Feder-Anordnung gepuffert, da die Konstruktion vor der Erfindung des Vakuumsäule-Bandspeichers lag. Das Bandlaufwerk enthielt einen permanenten Vorspann, und jede Bandspule war mit einem Verbindungsstück zum Vorspann versehen. Die vernickelten Phosphorbronzebänder waren sehr abrasiv, und um diesem Problem entgegenzuwirken, wurde ein dünnes Kunststoff-Verschleißschutzband langsam über den Aufzeichnungskopf zwischen Kopf und Band gezogen, um zu verhindern, dass sich der Aufzeichnungskopf schnell abnutzte. Auch die Metallbänder verursachten Verschmutzung, daher sammelte ein sich langsam erneuernder Filzabstreifer die Bandreste auf. Der UNISERVO I verfügte über eine Hochgeschwindigkeits-Rückspulfunktion und mehrere Laufwerke auf dem UNIVAC I konnten zeitgleich zurückspulen, während andere mit der Datenverarbeitung fortfuhren.
Bei den späteren UNISERVO IIA und IIIA entfielen das Kunststoffverschleißschutzband und die Filzabstreifer, da die Laufwerke nun in erster Linie mit Magnetbändern auf Kunststoffbasis verwendet wurden. Beide nutzten weiterhin einzelne Capstan-Antriebe und waren mit Vakuumsäulen als Bandspeicher ausgestattet. Die IIIC- und späteren Bänder verwendeten die NRZI-Kodierung, um mit den Bandlaufwerken der Serie IBM 729 kompatibel zu sein, die den damaligen Industriestandard für den Datenaustausch darstellten. Ironischerweise wechselte IBM dann später bei seiner 1600-Bit-pro-Zoll-Bandgeneration wegen der besseren Datenzuverlässigkeit zur Phasenkodierung.